# Euphorbia bwambensis
Euphorbia bwambensis är en törelväxtart som beskrevs av Susan Carter. Euphorbia bwambensis ingår i släktet törlar, och familjen törelväxter. IUCN kategoriserar arten globalt som sårbar.
Artens utbredningsområde är Uganda. Inga underarter finns listade i Catalogue of Life.